# Podocarpus teysmannii
Podocarpus teysmannii — вид хвойних рослин родини подокарпових.

## Поширення, екологія
Країни поширення: Бруней-Даруссалам; Індонезія (Суматра); Малайзія (півострів Малайзія, Сабах). Вид був описаний як підліскове дерево до 12 м у висоту, але насправді іноді дерева зустрічаються висотою до 36 м. Цей вид зустрічається в первинних та вторинних дощових лісах від близько рівня моря до 1350 м над рівнем моря, але в основному до 800 м. Часто обмежується місцями на бідних, піщаних або кам'янистих ґрунтах і, отже, не досягає великих розмірів в цих умовах. 

## Використання
Великі дерева цього виду, безсумнівно, використовуються для деревини, яка підходить для легких конструкцій, столярних виробів, меблів і т. д.

## Загрози та охорона
Враховуючи присутність виду в складі низовинних та передгірних дощових лісів, є підозри, що є спад через масштабне регіональне збезлісення і перетворення заплавних лісах для плантацій олійних пальм. Цей вид не відомий з охоронних територій.